# Henry Edgarton Allen
Pour l’article homonyme, voir Allen.
Henry Edgarton Allen (14 décembre 1864-28 décembre 1924) est un marchand et homme politique fédéral et municipal du Québec.

## Biographie
Né à Waterloo en Montérégie, M. Allen entame sa carrière politique en devenant conseiller au conseil municipal de la municipalité de Waterloo en 1907. Élu député du Parti libéral du Canada dans la circonscription fédérale de Shefford en 1908, il ne se représenta pas en 1911.